# ドクター (ドクター・フー)
ドクター（英: The Doctor）は、イギリス・英国放送協会 (BBC) のテレビドラマ『ドクター・フー』の登場人物であり、同作の主人公。ポリス・ボックスを模したタイムマシンのターディスを用いて時空を自在に旅し、敵対的地球外生命体との交戦やタイムパラドックスの発生阻止といった活動を通してコンパニオンと共に地球や他の惑星、そして宇宙を守り続けている。当初番組が子ども向け番組として企画されたこともあり、危険な敵と対峙した場合でも武器を持たず、知恵や知識およびソニック・スクリュードライバーで立ち向かう点を特徴とする。
惑星ギャリフレイ出身のタイムロードと呼称される種族の1人であり、2個の心臓や900歳を超える年齢といったヒトと異なる解剖学的特徴や生理機能を持つ。タイムロードは生命が危機に瀕した際に別の容姿と性格を持つ人物として生まれ変わる再生能力を有しているが、この能力の設定が登場したのはドクター役の俳優に交代の必要が生じ番組が延命措置を必要としたためであった。再生能力の上限は当初12回とされ、12回の再生の後に死亡する可能性も考えられていたが、2023年11月時点では正史における15代目ドクターが公開されている。なおドクター役の俳優には8代目ドクターと9代目ドクターの間のウォードクターを演じたジョン・ハートや代役で初代ドクターを演じたデイビッド・ブラッドリーといった例もあり、俳優の人数とドクターの代数は一致しない。
ドラマ版と世界設定を共有しない映画『Dr.フー in 怪人ダレクの惑星』『地球侵略戦争2150』ではピーター・カッシングがドクター役を演じており、ドクターはタイムマシンを開発した地球人の科学者として設定されている。また1999年にBBCが公開した35周年コメディ版では、当時まだ登場していなかった9代目ドクターから13代目ドクターをローワン・アトキンソン、リチャード・E・グラント、ジム・ブロードベント、ヒュー・グラント、ジョアンナ・ラムレイが演じた。

## 基本設定
ドクターという名は本人が自称するのみで本名ではなく、本名は地球人には発声不可能とされる。タイムロードの性質上不死者に近い存在であり、年齢は新シリーズの第1シリーズ時点で900歳、第6シリーズ時点で907歳、第7シリーズ時点で1200歳。高い知能を持ち広範な分野に精通しており、またユーモアもある。勇敢であり、また冷笑的な面やあつかましい面を覗かせることもある。破天荒でクレイジーとも評される。
ドクターの母星であるギャリフレイはタイムロードと呼称される種族が統治する惑星であった。タイムロードは時空航行技術を生み出した文字通りの時の支配者であったが、その膨大な知識が宇宙に存在する他の文明に流出することを危惧し、他種族の戦争や侵略行動に対して干渉しない姿勢を取っていた。自種族のこうした姿勢に嫌気がさした初代ドクターは修理中のタイムマシン・ターディスを盗み出し、時空間を駆ける旅に出発した。1960年代のロンドンに留まったこともあるが、基本的には旅を継続しており、4千年紀以降の地球崩壊や20世紀の第二次世界大戦といった歴史上の様々な出来事と遭遇している。対峙した歴史上の人物としてはチャールズ・ディケンズ、ウィリアム・シェイクスピア、アドルフ・ヒトラー、アガサ・クリスティ、ウィンストン・チャーチル、フィンセント・ファン・ゴッホなどがいる。
ドクターの旅路にはコンパニオンと呼ばれる同伴者がおり、子ども向けの一種の教育番組として視聴者に代わりドクターに疑問を投げかける役割を担っている。ドクターが再生により容姿を変えるのと同様に、シーズンに応じてコンパニオンにも交代が起こる。歴代コンパニオンの多くは地球人の若い女性であったが、男性や異星人、ブリキ犬がコンパニオンを務めたこともある。なお子ども向け番組であるため旧シリーズにおいてドクターとコンパニオンが恋愛関係を持つことは無かったが、新シリーズではローズ・タイラー（演：ビリー・パイパー）がドクターに恋心を抱いていることが第2シリーズ第1話「新地球」で明かされている。
新シリーズにおいては、ドクターはタイムロード最後の生き残りとなり、またギャリフレイそのものも失っている。これは宿敵ダーレク族との間で発生した全面戦争に起因するものであった。

## 歴代ドクター

### 旧シリーズ

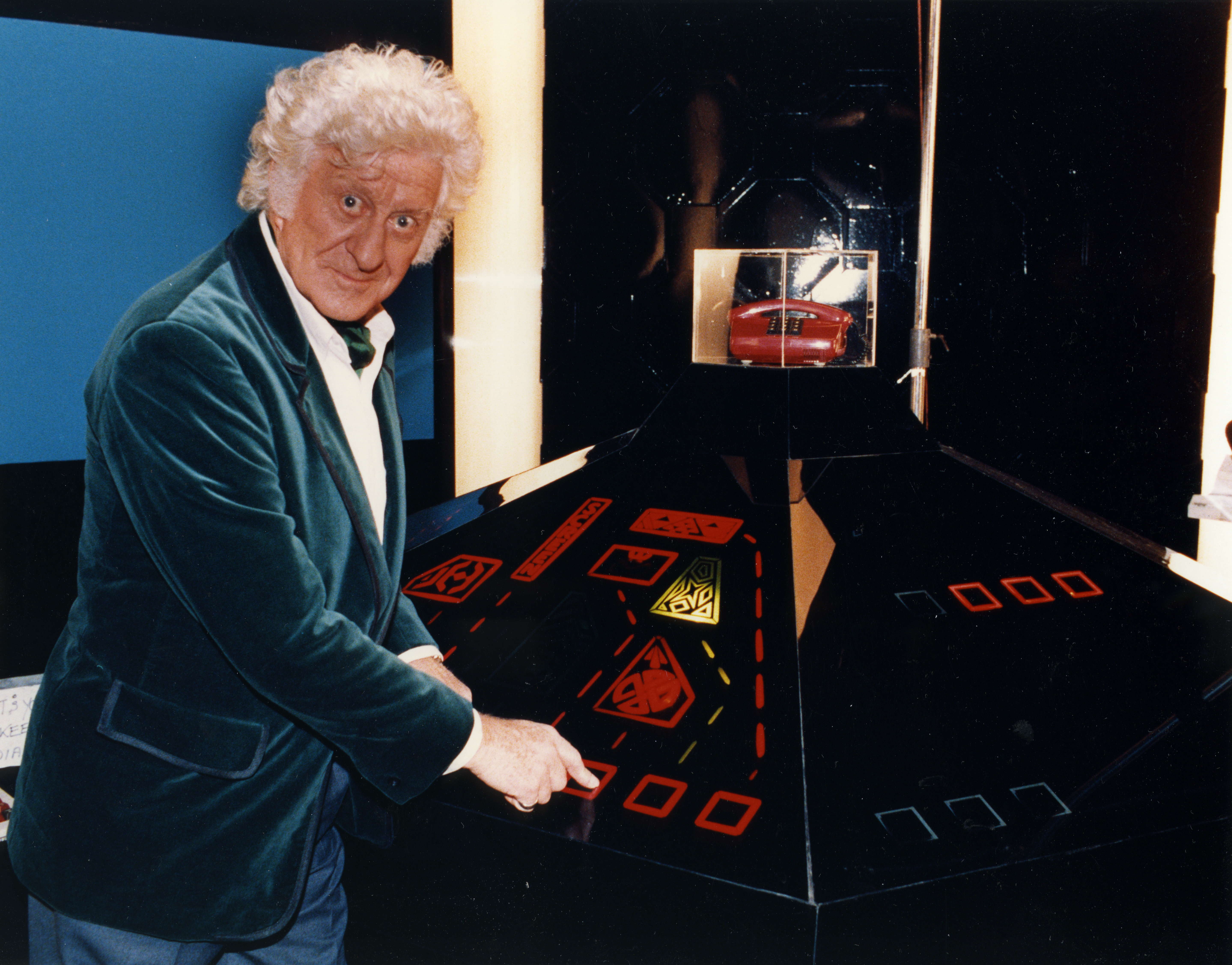
3代目ドクター

初代ドクター
演 - ウィリアム・ハートネル、リチャード・ハーンドール、デイビッド・ブラッドリー
第1シーズンから第4シーズンまでの主役。白髪で年老いた外見をし、リボンタイとドレスコートを着用している。主演であったハートネルの持病が悪化したため、1966年に再生という設定が導入され、2代目ドクターへ再生した。1972年から1973年にかけての10周年記念エピソードに出演し、ハートネルが演じた時代のものとして本作が最後の作品となった。
2代目ドクター
演 - パトリック・トラウトン
第4シーズンから第6シーズンまでの主役。黒髪で、小さな蝶ネクタイに初代ドクターの頃に着ていたコートをそのまま着ている。
3代目ドクター
演 - ジョン・パートウィー
第7シーズンから第11シーズンまでの主役。ベルベットのジャケットとフリルのあるシャツを纏っている。
4代目ドクター
演 - トム・ベイカー/ 日本語版吹替 - 玄田哲章
第12シーズンから第18シーズンまでの主役であり、在任期間は歴代で最長である。 旧シリーズのドクターの中で特に人気が高く、旧シリーズにおける本作の顔となっている。カーリーヘアーで帽子を被り、マルーンか薄茶のジャケットにカラフルな長いマフラーを着用している。
口癖は「グミは好き？(Would you like Jelly Baby?)」。4代目ドクターはジェリーベイビーと呼ばれるグミが大好物であり、常に紙袋に包んで持ち歩き、遭遇する登場人物に渡そうとすることが定番の流れとなっていた。この台詞や展開を踏まえたシーンは新シリーズにも存在しており、11代目ドクターのゲンガーは第6シリーズ「人造人間たち」においてこの台詞をベイカーの声で発している。
5代目ドクター
演 - ピーター・ディヴィソン
第19シーズンから第21シーズンまでの主役。: ピーター・ディヴィソンはそれまでのドクター役俳優の中で最も若い起用であった。クリーム色のクリケット用ジャケットとセロリを着用し、スニーカーを履いている。セロリはドクターがアレルギーとしているガスに反応すると紫色になる。
ディヴィソンは2代目ドクター役のパトリック・トラウトンのアドバイスに従ってイメージの固定化を避けるため3年で降板したが、その後もオーディオドラマを通した出演を継続している。
6代目ドクター
演 - コリン・ベイカー
第22シーズンから第23シーズンまでの主役。カーリーヘアーで、猫のバッジが付いたカラフルなジャケットを身に着けている。ズボンは黄色で、黒の縦じま模様である。この時番組の視聴率が低迷し始めていたためベイカーはBBCの判断で降板させられたが、その後もオーディオドラマを通したメディア展開が続き、番組公式マガジンでは「オーディオドラマにおけるベストの声優」に選出されている。
7代目ドクター
演 - シルベスター・マッコイ
第24シーズンから第26シーズンまでの主役。赤いネクタイにクエスチョンマークの付いたセーター、そしてクリームか茶色のジャケットを着ている。またクエスチョンマークの傘を度々持ち歩いている。

### テレビ映画版
8代目ドクター
演 - ポール・マッガン
1996年のテレビ映画版の主役。当時休止していた番組を復活させる目的での映画製作であったものの結局シリーズ化には繋がらなかったが、本ドクターも8代目ドクターとして数えられている。新シリーズが始動するまでの休止期間も含めてしばらくオーディオドラマでの登場が続いたのち、その後2013年の50周年記念ミニエピソード「ドクター前夜」で再登場した。本作では20年近く描かれることの無かった新シリーズドクターへの再生シーンが描写されており、彼はタイムウォーで自らが戦う必要があると感じて戦士であるウォードクターへ生まれ変わった。
「ドクター前夜」での登場を受け、ファンからは8代目ドクターを主人公とする実写スピンオフを制作する嘆願運動が起き、1万人近くの署名が集まるに至った。

### 新シリーズ

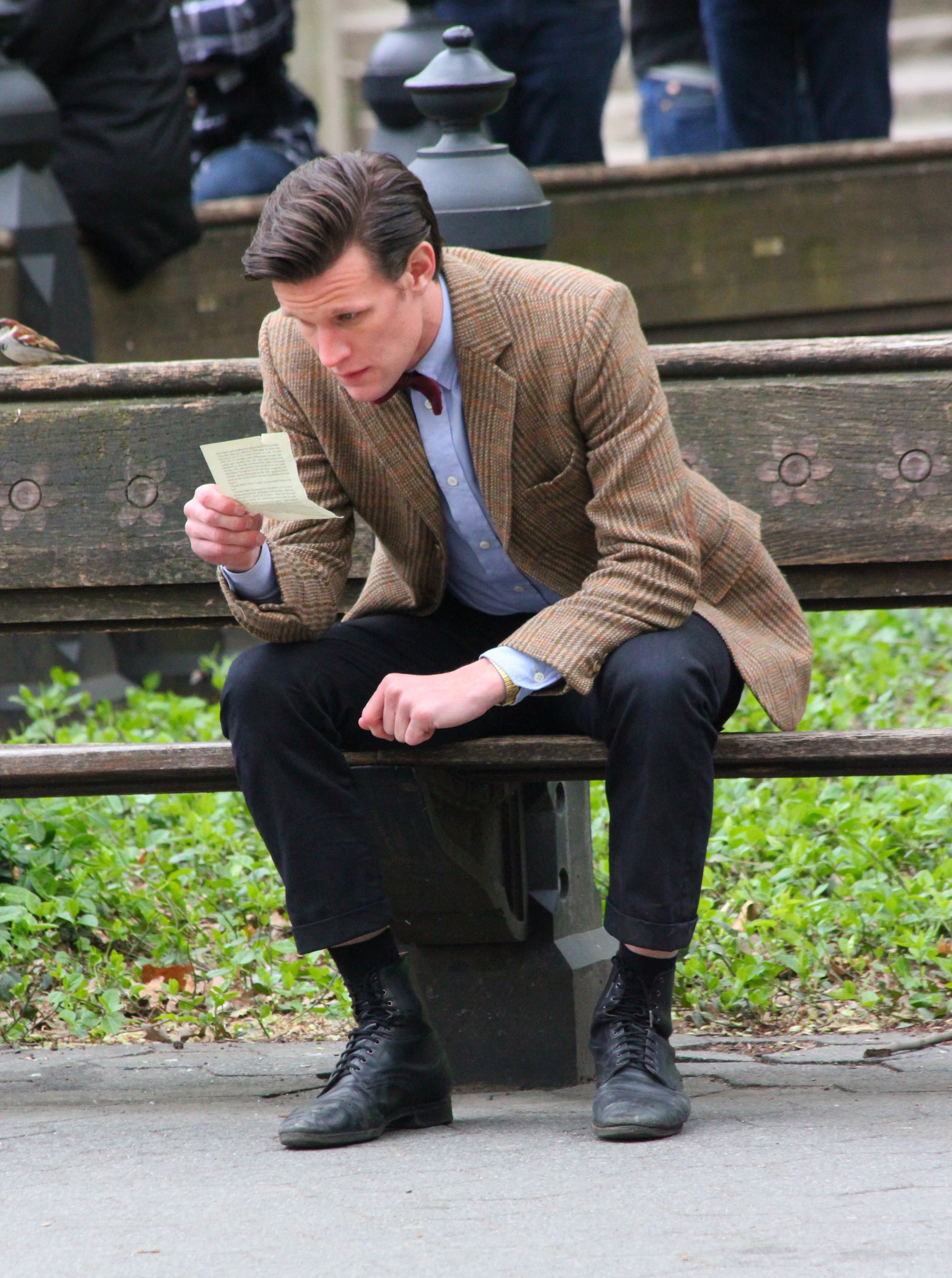
11代目ドクター

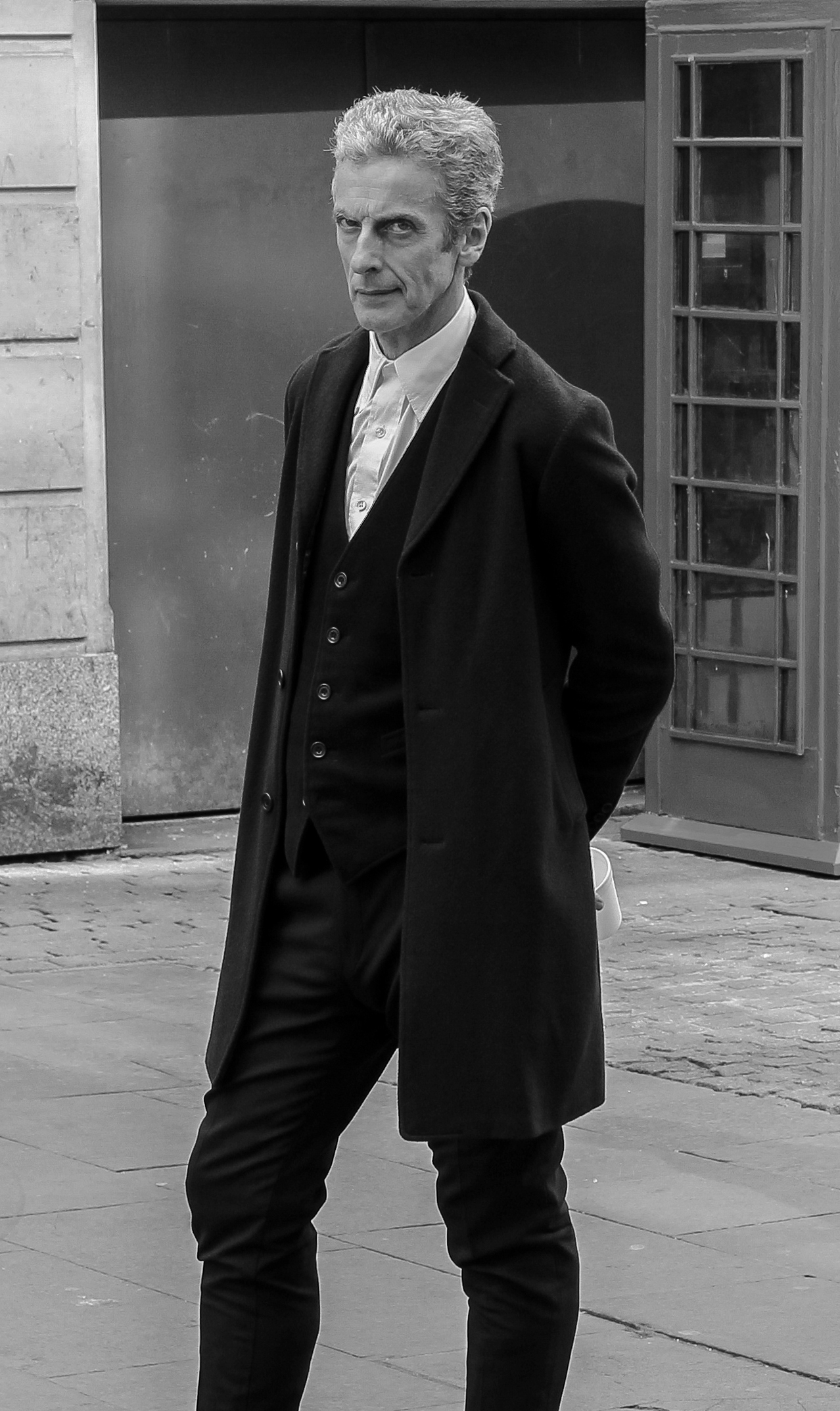
12代目ドクター

ウォードクター
演 - ジョン・ハート / 日本語吹替 - 祐仙勇
50周年記念スペシャル「ドクターの日」に登場。8代目ドクターと9代目ドクターの時系列的狭間に位置するドクターであり、8代目ドクターから9代目ドクターへの再生が描かれていなかったことから、そのギャップを埋める存在として実現した。タイム・ウォーにおいてダーレク族との戦いを繰り広げた、後のドクターからは忘れようとされている影の存在である。
9代目ドクター
演 - クリストファー・エクルストン / 日本語吹替 - 山路和弘
第1シリーズの主役。レザージャケットを羽織っており、イギリス北部の訛りがある。新シリーズに入って設定が追加されたタイムウォーの直後であることもあって、同胞を失った悲壮や孤独が強化されたドクターである。人類の傲慢な行動に憤りをあらわにすることもあるが、優しさを秘めたキャラクターとして描写されている。
エイリアンの地球侵略計画が進行する中、偶然計画に巻き込まれたローズ・タイラー（演：ビリー・パイパー）を救出。異星人との遭遇に強く刺激を受けたローズを旅の仲間に迎え、50億年後の地球の終焉やゾンビの蔓延る19世紀の世界へローズを案内したのち、21世紀でスリジーンやダーレクといった地球外生命体と格闘する。やがて未来人のジャック・ハークネス（演：ジョン・バロウマン）も仲間に加え、ローズも人間的成長を見せていくが、最終的に彼らを待ち受けていたものは殺人ゲームステーションとそれを裏で支配する皇帝率いるダーレク艦隊であった。ローズを救うためターディスのエネルギーを吸収したドクターは全身の細胞を破壊され、新たな体へ再生した。
エクルストンがドクターを演じた期間は1シーズンのみと短く、その背景には制作陣との不和があったとされる。50周年記念スペシャル「ドクターの日」への出演に関しても製作総指揮のスティーヴン・モファットと協議した上で辞退しており、9代目ドクターの出演は実現しなかった。
10代目ドクター
演 - デイヴィッド・テナント / 日本語吹替 - 関俊彦
第2シリーズから2009年スペシャルまでの主役。コンバースのスニーカーや青色のスーツを特徴とする。10代目ドクターの内面的特徴はセクシーな印象であり、これは他のドクターから抜きんでた特性である。また滲み出る優しさや孤独といった観点も含み、陽気で視聴者を楽しませる雰囲気を醸している。
新たな体を手に入れた10代目ドクターは再生後の身体的問題のため昏睡状態に陥ったものの、やがて回復しローズとの旅を再開する。しかし次第にヴィクトリア女王が設立した対エイリアン組織トーチウッドの暗躍に巻き込まれ、やがてトーチウッドとサイバーマンおよびダーレクの三つ巴の大戦が勃発し、その過程でローズと別れることになる。ローズを失ったドクターは医学生マーサ・ジョーンズ（演：フリーマ・アジェマン）と出会い、彼女の協力を得てジュドゥーンの襲来を退けた後は共に旅をし、現代で人類を危機に陥れるハロルド・サクソンと激突する。サクソンとの戦いの後、マーサと別れたドクターはドナ・ノーブル（演：キャサリン・テイト）と旅をするが、最終的に彼女の命を守るために彼女の記憶を消去してドクターは立ち去ることとなる。最終的にウィルフレッド・モット（演：バーナード・クリビンス）を救うため致死量の放射線を浴びた彼は「行きたくない」という言葉を残し11代目ドクターへ再生する。
2009年スペシャル「時の終わり」での11代目ドクターへの再生について、テナントは10代目ドクターが人気を博しているうちに役を降りて有終の美を飾りたかったとしている。
11代目ドクター
演 - マット・スミス / 日本語吹替 - 川島得愛
第5シリーズから第7シリーズまでの主役。再生直後に新コンパニオンの少女アメリア・ポンド（演：ケイトリン・ブラックウッド）と出会い、彼女から部屋の壁に存在するヒビ割れについての相談を受ける。壁のヒビは時空間の裂け目であり、ドクターとエイミーはそこを通って地球へ侵入した犯罪者エイリアンのプリズナー・ゼロが引き起こす騒動に巻き込まれる。この過程でドクターはエイミーから見て12年間離れ離れとなり、大人になってエイミー・ポンド（演：カレン・ギラン）と名乗るようになった彼女との冒険を始める。エイミーとの冒険を終えた後は第7シリーズで出会ったクララ・オズワルド（演：ジェナ・コールマン）との旅を始めた。50周年記念スペシャル「ドクターの日」でウォードクターや10代目ドクターと共にギャリフレイを救ったのち、同年のクリスマススペシャル「ドクターの時」で12代目ドクターへ再生した。
口癖は「ジェロニモ」。高い知性を持つ一方で不器用であり、若齢と老齢の雰囲気を兼ね備えており、またクセのあるドクターとして評価されている。スミスは史上最年少のドクター役俳優であった。
12代目ドクター
演 - ピーター・カパルディ / 日本語吹替 - 内田直哉
第8シリーズから第10シリーズまでの主役。再生直後にヴィクトリア朝時代のロンドンに出現し、当時頻発していた人体発火現象を巡る怪事件へクララと共に巻き込まれる。アシルダ（演：メイジー・ウィリアムズ）をはじめとする強敵と遭遇しながら第9シリーズまでクララと旅をした後、第10シリーズではビル・ポッツやナードルと共に大学での生活と旅を両立する生活を送る。特に第10シリーズではマスター（演：ジョン・シム）とミッシー（演：ミシェル・ゴメス）の2人の強大な敵と対峙した後、13代目ドクターへの再生へ至った。
13代目ドクター
演 - ジョディ・ウィテカー / 日本語吹替 - 朴璐美
第11シリーズから第13シリーズ（そのうち2022年のスペシャル）までの主役。13代目ドクターは正義感が強く、理性や他の感情に先駆けて正義感で動く人柄である。また責任を全うすることへの強い意識も持ち、死に対して遺憾の意を示す側面もある。13代目ドクターはライアン・シンクレア（演：トシン・コール）やグレアム・オブライエン（演：ブラッドリー・ウォルシュ）およびヤズミン・カーン（演：マンディップ・ギル）の暮らすシェフィールドに辿り着き、異星人の引き起こす怪奇現象に対処していく。第13シリーズではダン（演：ジョン・ビショップ）とヴィンダー（演：ジェイコブ・アンダーソン）が仲間になり、ヤズを加えた4人でスウォーム（演：サム・スプレル）に挑む。
ウィテカーは正史では初のドクター役の女優となった。日本語版吹替声優の朴璐美もまた男性から女性へ変化したドクターを演じるにあたっての意識をコメントしている。
14代目ドクター
演 - デイヴィッド・テナント / 日本語吹替 - 関俊彦
60周年記念スペシャル「スター・ビースト」「ワイルド・ブルー・ヨンダー」「ザ・ギグル」の主役。10代目ドクターと同一の容姿をしているが、等しい存在ではない。
13代目ドクターからの再生後、現代のロンドンに不時着。かつてその生命を守るために記憶を消去したドナと再会し、また彼女の娘ローズ（演：ヤスミン・フィニー）とも遭遇する。墜落した宇宙船から姿を現した異星人ミープを巡る戦いに巻き込まれ、彼女の記憶が復活する事態に直面する。2023年の60周年スペシャルの全3話に亘って登場し、トイメーカーに立ち向かう。
なお13代目ドクターからの再生に際して14代目ドクターは衣服も変化している。これは演者であるテナントが異性愛者であり、異性愛者の男性が女性用の衣服を着用することが女性的特徴やドラァグへの嘲笑に繋がりうることを製作総指揮のラッセル・T・デイヴィスが懸念したためであった。
15代目ドクター
演 - チュティ・ガトゥ / 日本語吹替 - 駒田航
第14シリーズの主役。孤独をユーモアで隠すドクターであり、またエネルギッシュな性質と説明されている。「ザ・ギグル」においてバイジェネレーションと呼ばれる方式で14代目ドクターから分裂再生した。14代目ドクターと別れた後は「ルビー・ロードの教会」でルビー・サンデー（演：ミリー・ギブソン）と出会い、彼女との旅を開始する。
ガトゥはドクター役を演じるクィアの人物としては最初の例であり、また初代ドクター以降の正史のドクターを非白人俳優が演じる最初の例でもある。